# Rhinotropis nitida
Rhinotropis nitida är en jungfrulinsväxtart som först beskrevs av Townshend Stith Brandegee, och fick sitt nu gällande namn av J.R.Abbott. Rhinotropis nitida ingår i släktet Rhinotropis och familjen jungfrulinsväxter.

## Underarter
Arten delas in i följande underarter:
- R. n. goliadensis
- R. n. lithophila
- R. n. tamaulipana